# برغنية
البرغنية (الاسم العلمي:Bergenia) هي جنس من النباتات تتبع فصيلة كاسرات الحجر من رتبة كاسرات الحجر.

## أنواع البرغنية
- برغنية هدبية
- برغنية سميكة الأوراق
- برغنية إيماية
- برغنية حصارية
- برغنية باكومبية
- برغنية مسترجنة
- برغنية الصخور
- برغنية ستراشية
- برغنية تيانكوانية
- برغنية أغامية

## صور

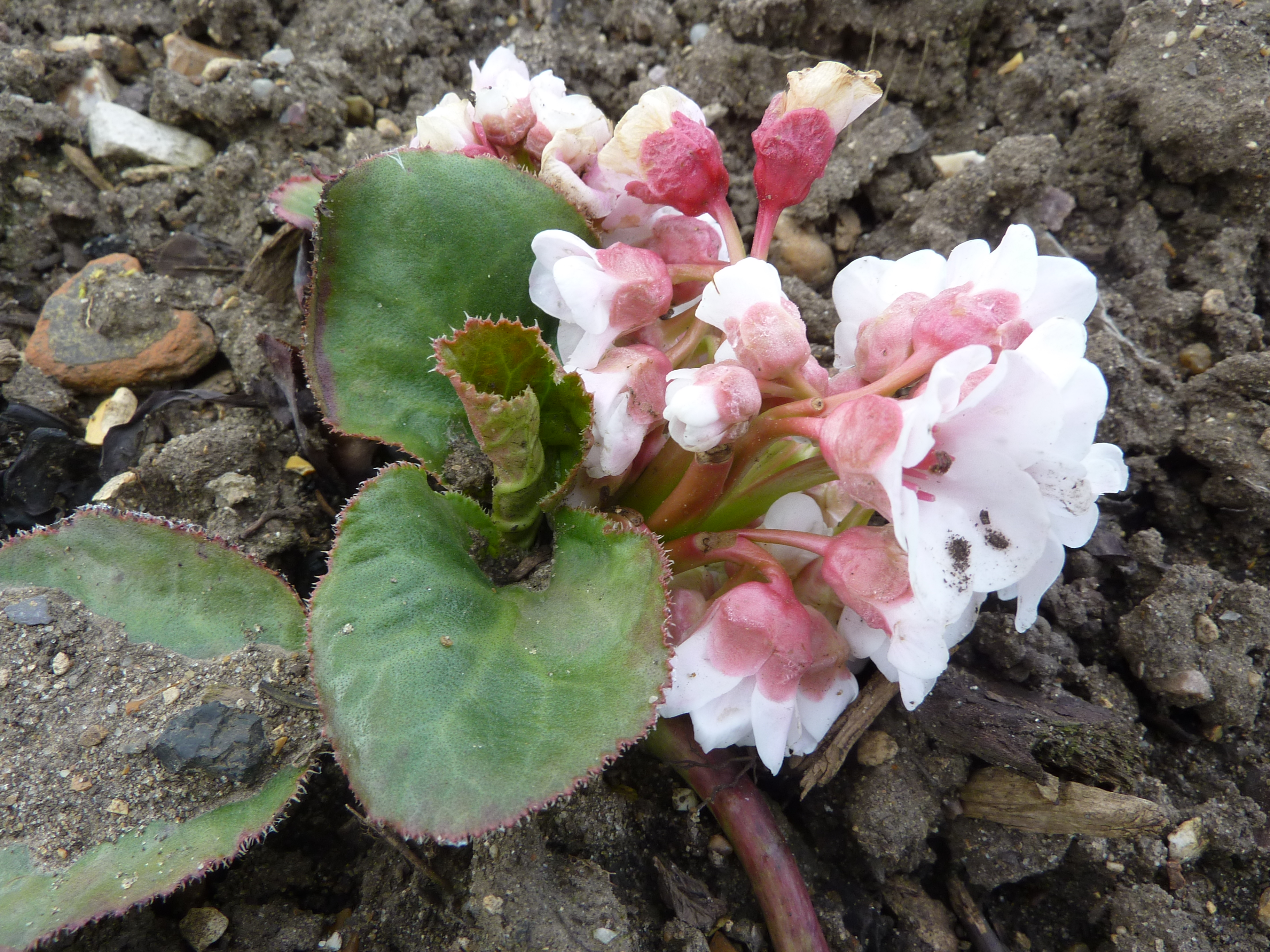
برغنية هدبية
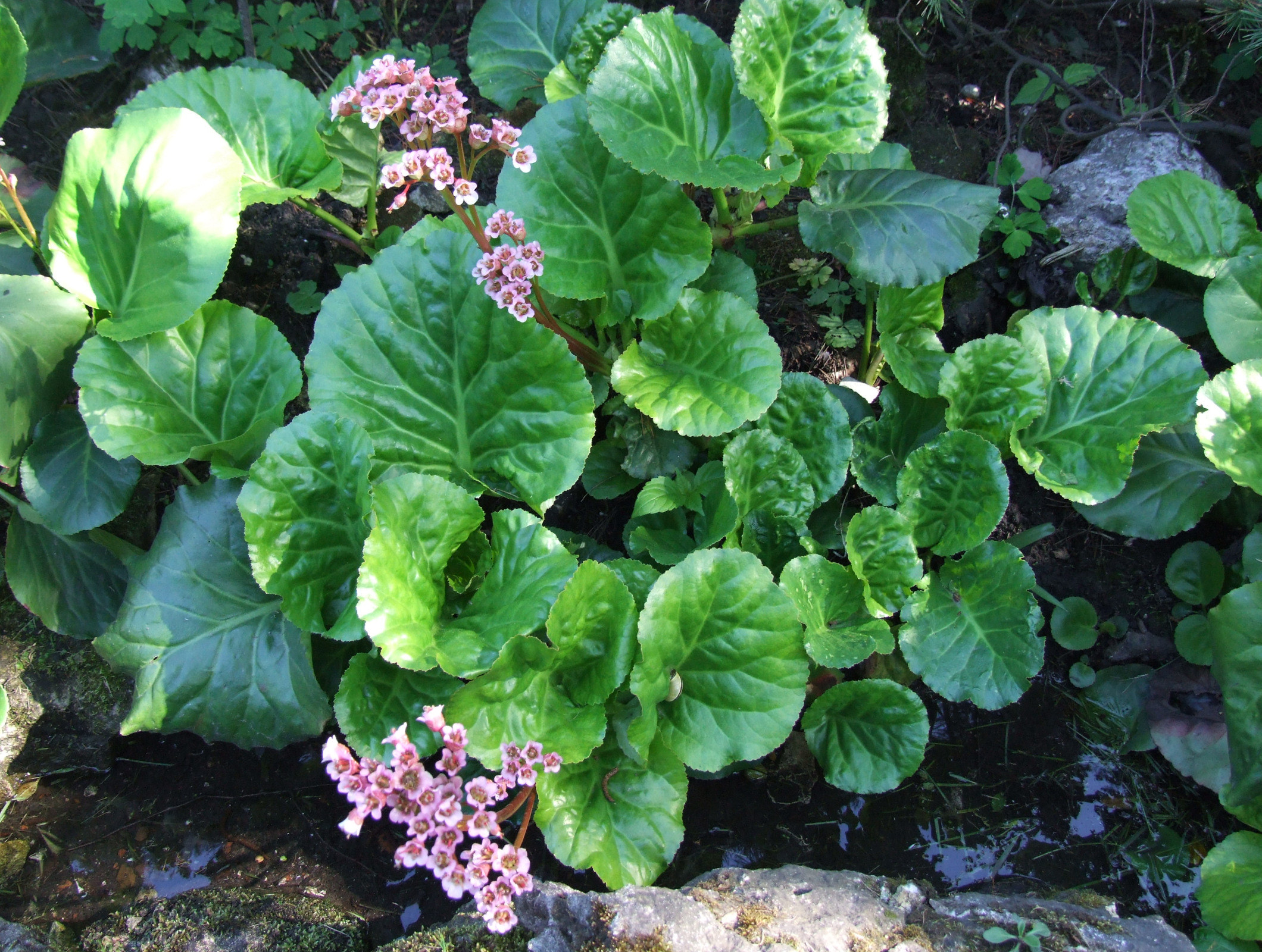
برغنية سميكة الأوراق
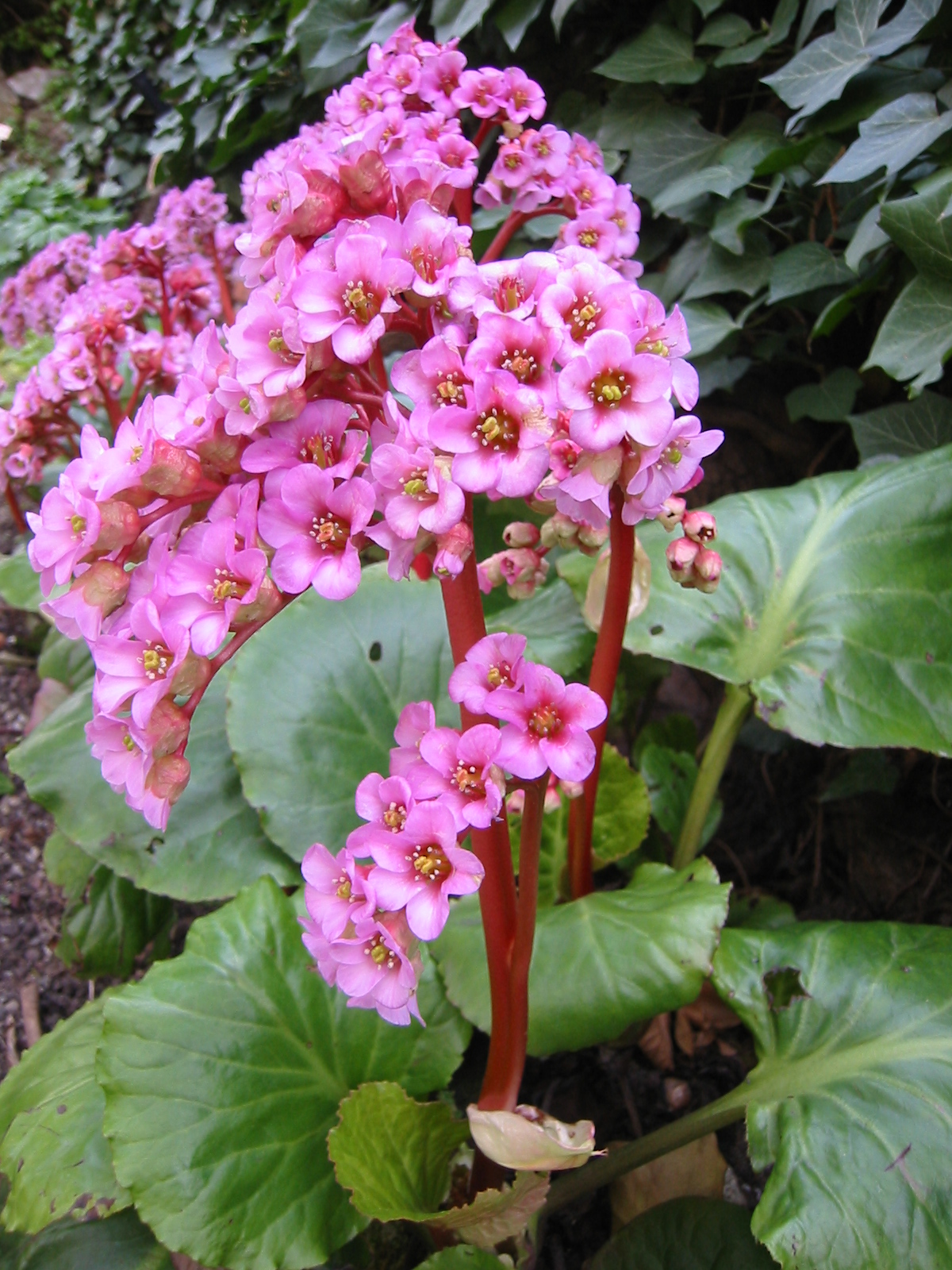
برغنية مسترجنة
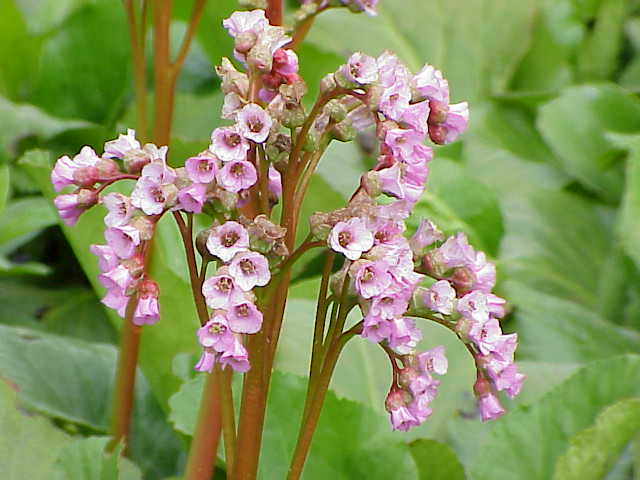
برغنية ستراشية
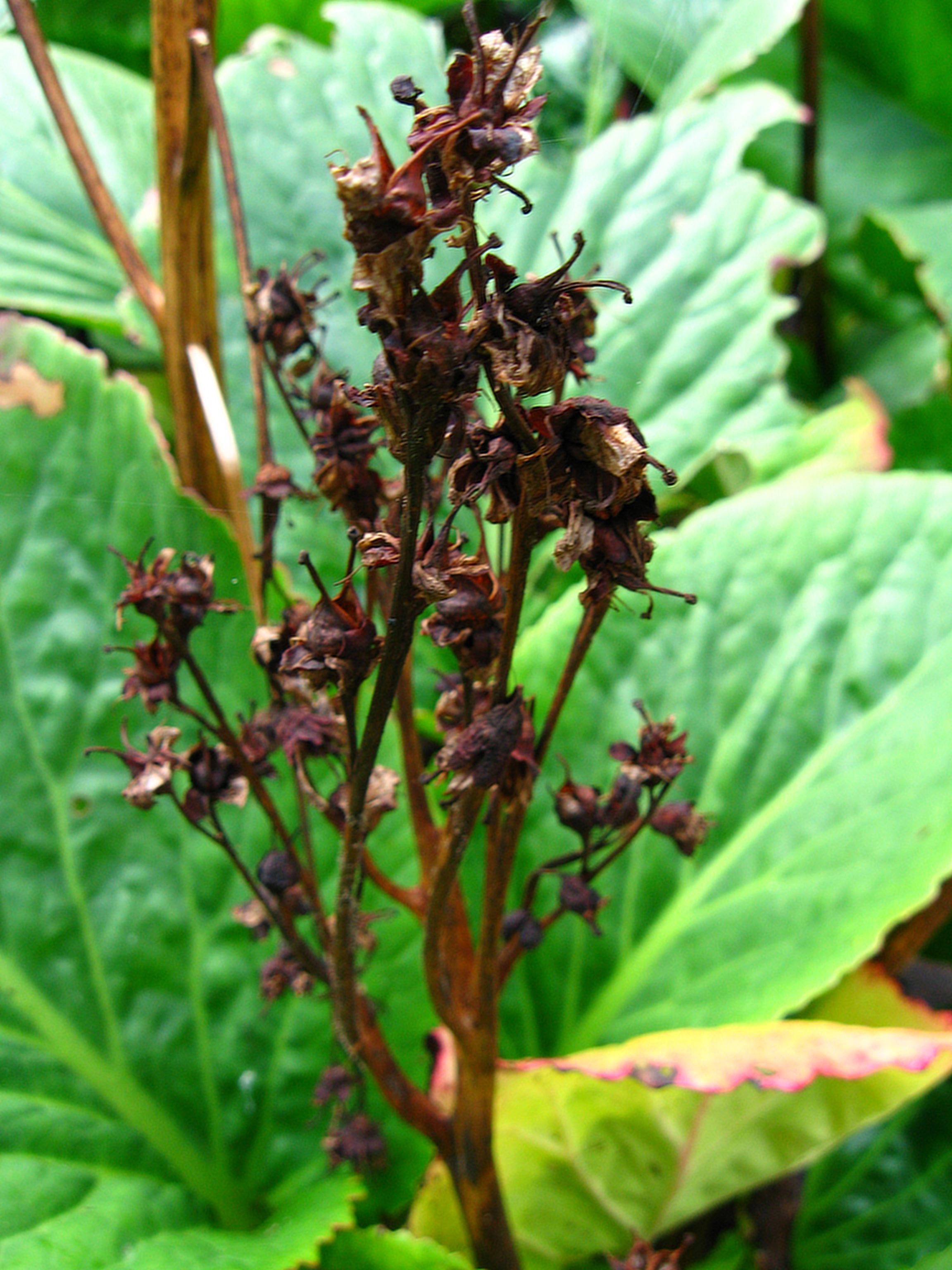
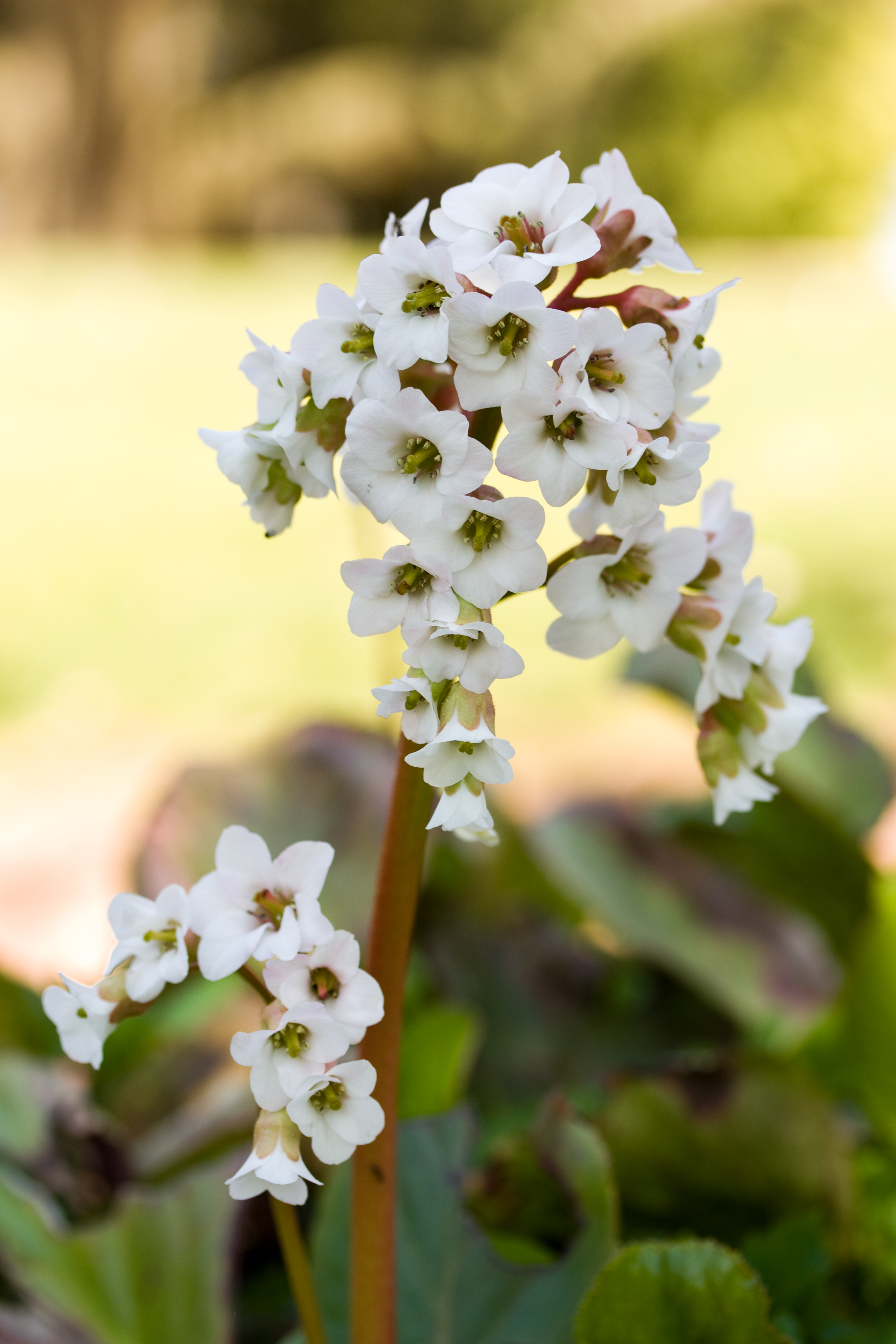
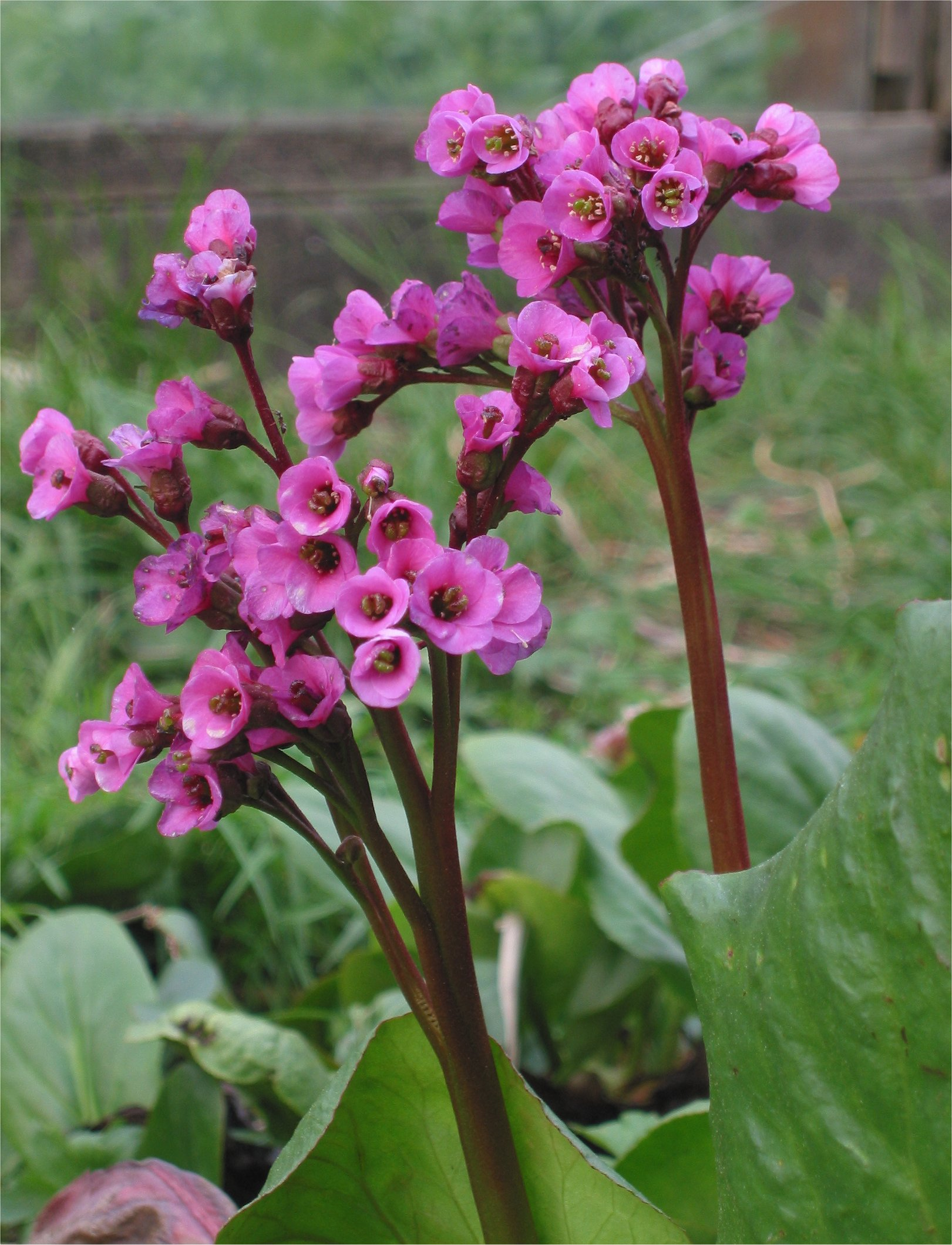